# 2020–21年荷蘭盃
2020–21年荷蘭盃（荷蘭語：KNVB beker 2020/21）是第103屆荷蘭國內年度足協盃。阿積士是2019年荷蘭盃的衛冕冠軍，繼2020年荷蘭盃因疫情而取消。他們以2-1擊敗維迪斯成功衛冕。

## 外部鏈接
- 官方网站